# Будинок по Бехтеревському провулку, 8-Б
Будинок по Варязькому провулку, 8-Б (інші адреси — 8, 4-Г) — житловий будинок у Шевченківському районі міста Києва, у Варязькому провулку на Кудрявці. Станом на 2021 рік має вигляд руїни, лишився лише один кут двоповерхової будівлі. Будинок не занесений до Державного реєстру нерухомих пам'яток України, проте перебуває на обліку як пам'ятка архітектури місцевого значення (охоронний № 84).

## Історія
Будинок був зведений наприкінці XIX століття. Перевірених даних про архітектора та власників немає, що породжує численні версії та міські легенди. За поширеною версією, першим власником будинку був комерсант В. Я. Орлов (або Яків Орлов), який походив із родини священника, тому обрав ділянку для зведення будинку біля храму — Покровського жіночого монастиря та планував облаштувати у будинку музей ікон. Автором проєкту будинку зазвичай називають Володимира Ніколаєва, тогочасного міського архітектора, іноді — Владислава Городецького, проте підтвердження ані першій, ані другій версії немає. Києвознавець Дмитро Малаков стверджує, що будинок на початку XX століття належав княгині Марії Сайн-Вітгенштейн, а в 1910-х роках його власником став Олексій Копилов. Це частково підтверджується даними адресних книг початку XX століття, за якими станом на 1899 рік садибою № 8 по Бехтеревському (тоді — Діонісьєвському) провулку володів Іван Станіславович Недзельский (або Нецельский), з 1904 року — княгиня Марія Павлівна Сайн-Вітгенштейн, з 1911 року — Олексій Олександрович Копилов, з 1915 року — Лідія Петрівна Зеленська.
У цьому будинку провів останні роки свого життя письменник Іван Нечуй-Левицький.
За радянських часів у будинку був гуртожиток. У 1980-х роках будинок визнали аварійним, а мешканців відселили. У будинку почалися ремонтні роботи, тут планували відкрити музей І. Нечуя-Левицького, проте ще до завершення реставрації будинок обвалився. У 1986 році напівзруйнована будівля отримала статус пам'ятки архітектури місцевого значення (рішення Київського міськвиконкому від 21 серпня 1986 року № 49). На початку 1990-х майже повністю завалилися стіни будинку.
За часів незалежності був розроблений проєкт відновлення будинку, який, втім, зустрів опір місцевих мешканців.
У 2010-х роках руїни будинку обнесли невеличким парканом, а поруч створили громадський простір: облаштували кафе з літнім майданчиком, де проводилися різні культурно-мистецькі заходи, зокрема, покази фільмів просто неба. Подвір'я з руїнами будинку № 8-Б є доволі популярною місцевою цікавинкою.

## Опис
Будинок був гарним зразком київського неоренесансу, з багатим ліпним оздобленням. Від двоповерхової будівлі лишився лише один кут із арковим вхідним порталом, що декорований архівольтом із замковим каменем і пілястрами. Поверхи розділені горизонтальними тягами із поясками з дентикул. Аркові вікна на рівні другого поверху прикрашені маскаронами у вигляді «лісових людей» та обрамовані пілястрами, капітелі яких також виконані у вигляді подібних за декором маскаронів.

## Будинок №8-Б у мистецтві
За поширеною легендою на початку 1980-х років у будинку та біля нього знімали деякі сцени з радянського детективного телесеріалу «Гонки по вертикалі».
Також будинок можна побачити у фільмі «Дикая любовь» Одеської кіностудії.

## Галерея

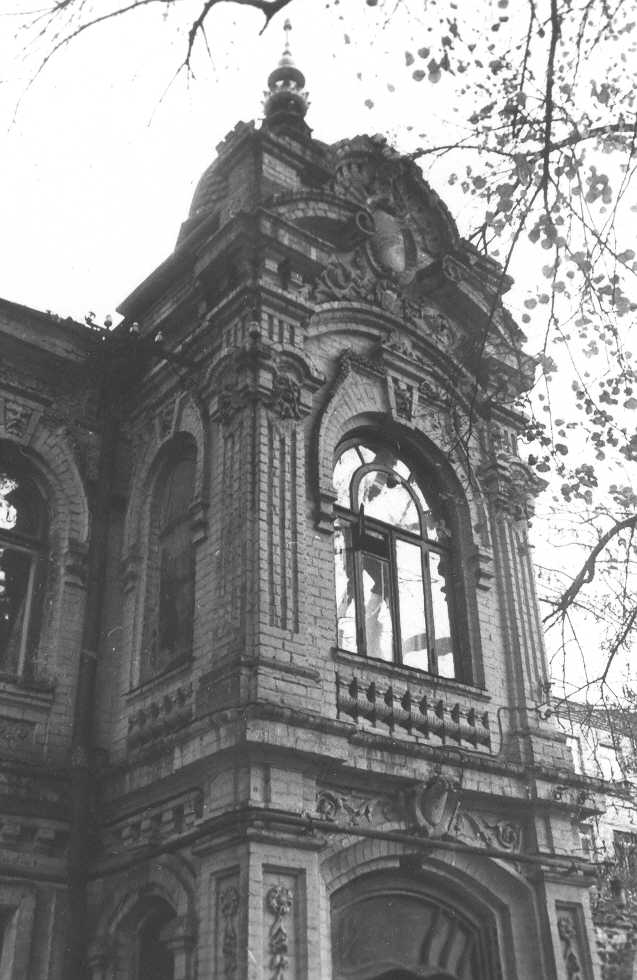
Старе фото будинку
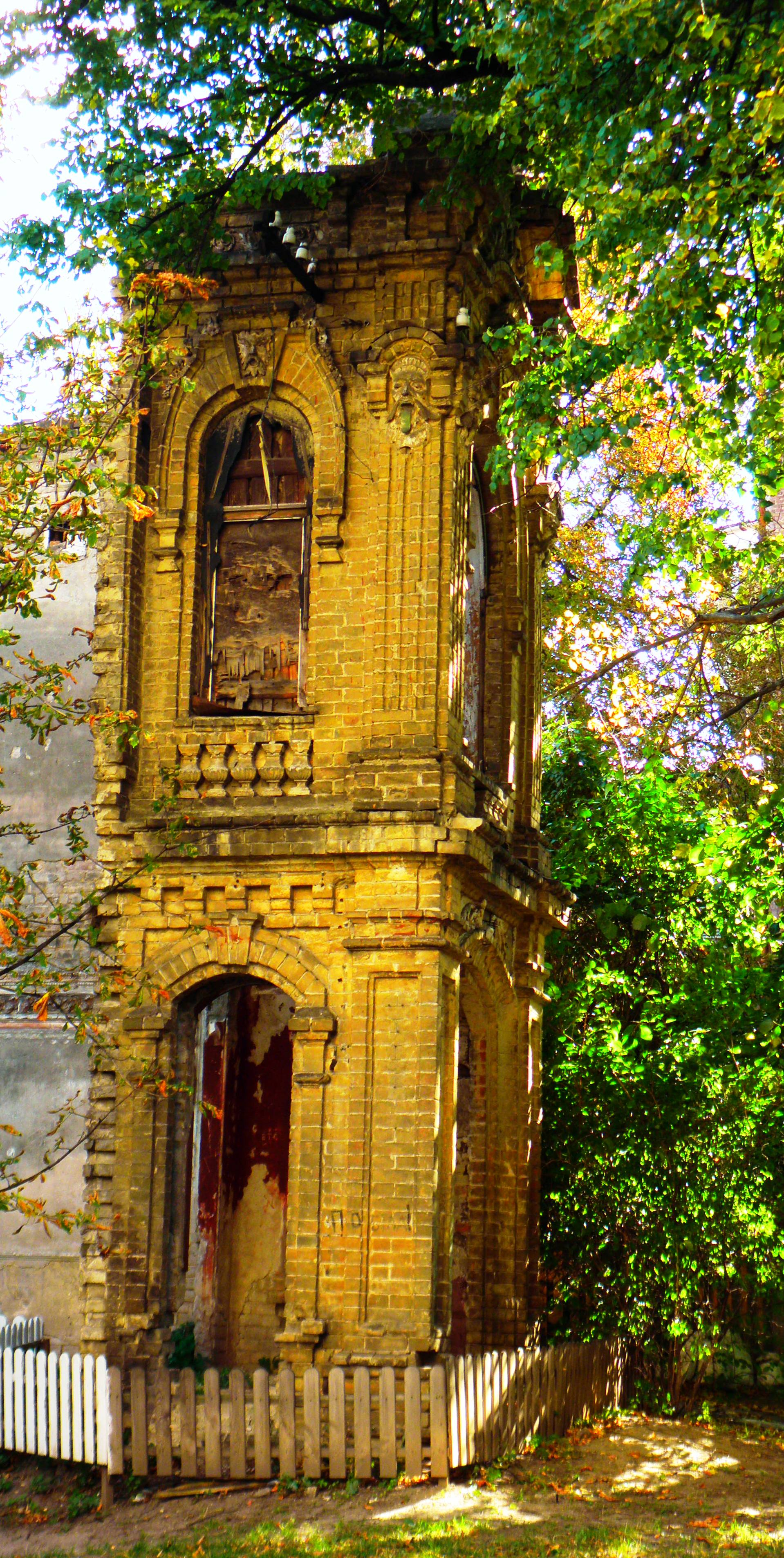
Будинок у 2017 році
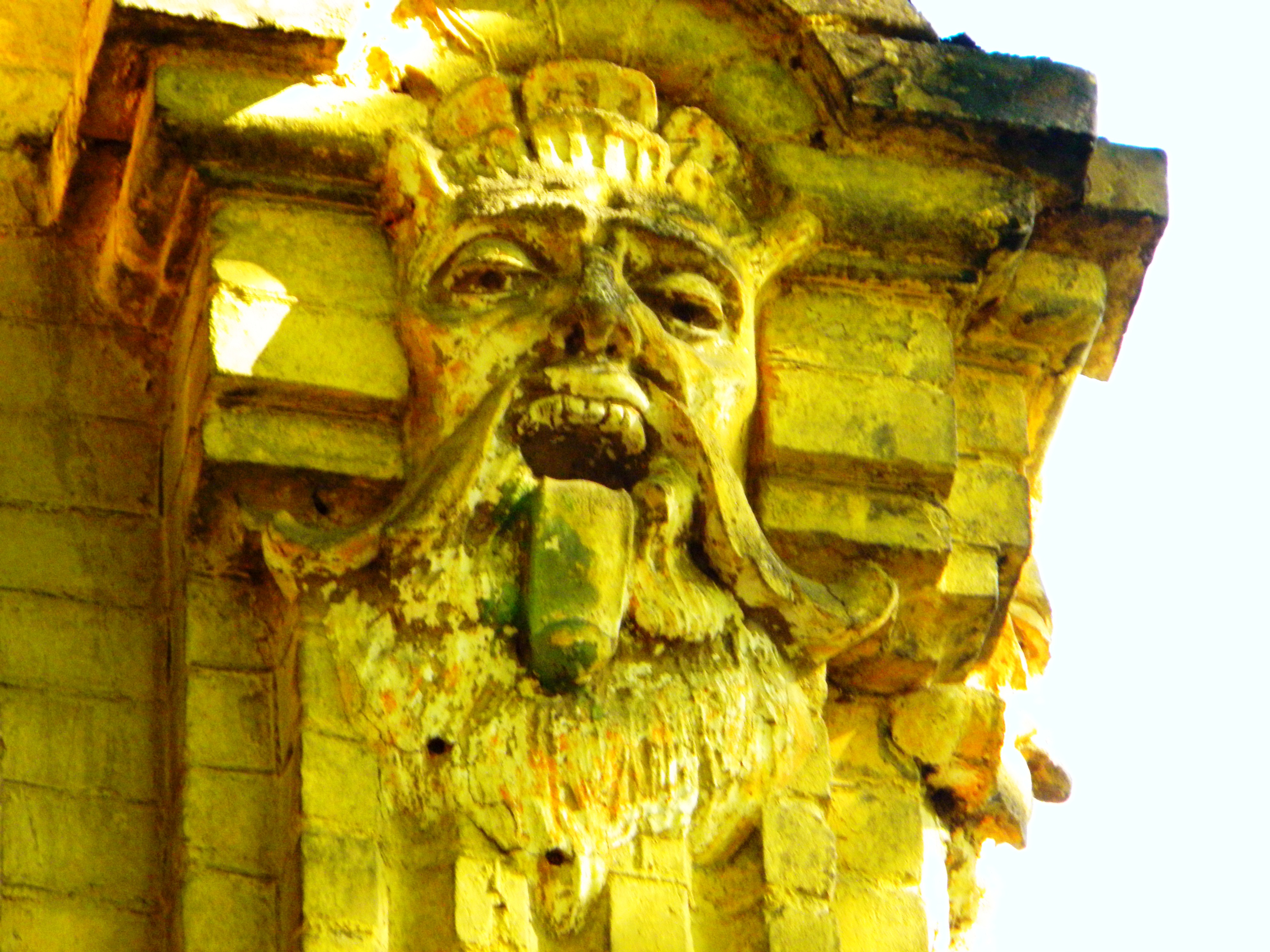
Один із маскаронів будинку
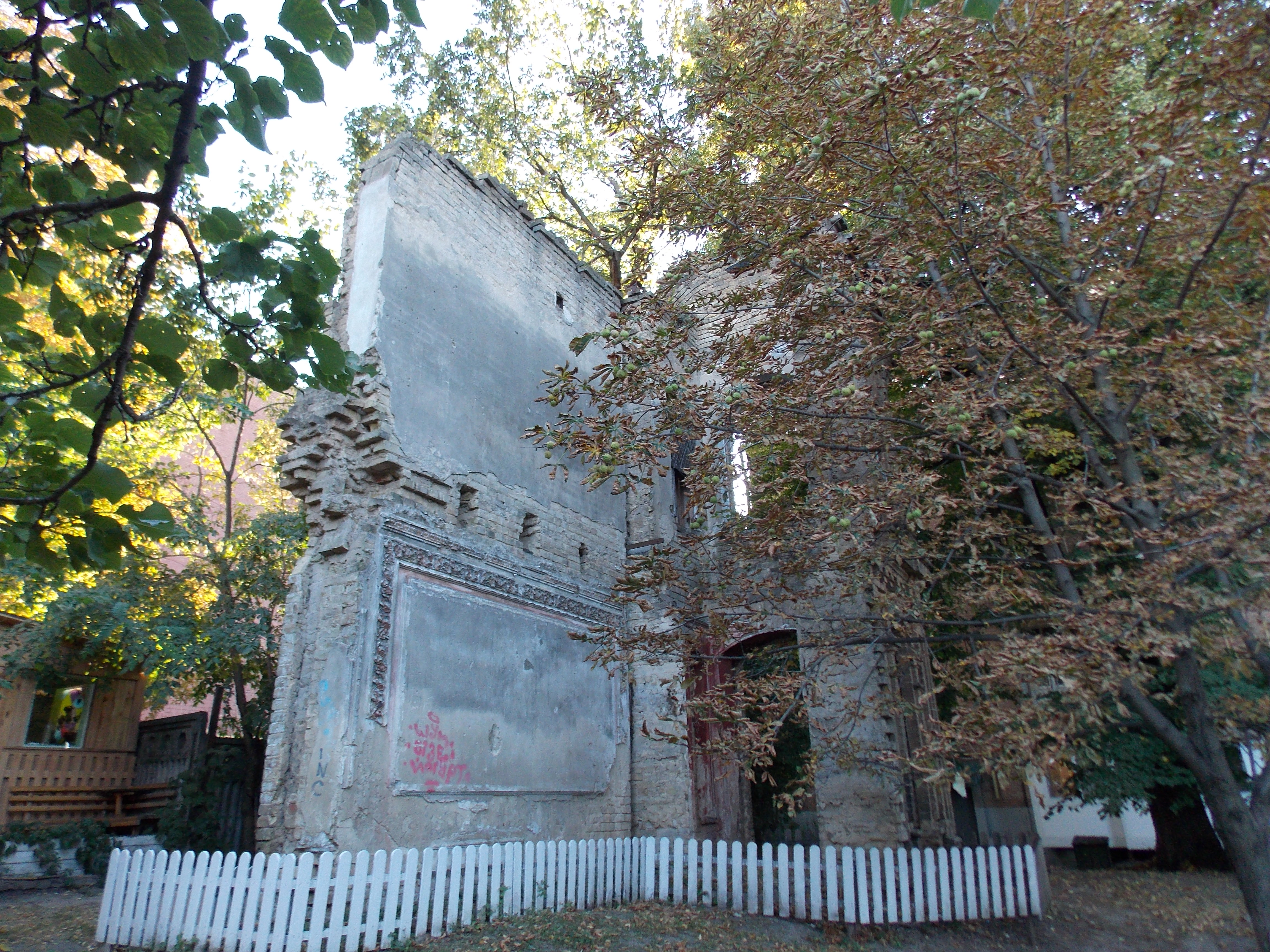
Рештки інтер'єру